# Aloe ifanadianae
Aloe ifanadianae ist eine Pflanzenart der Gattung der Aloen in der Unterfamilie der Affodillgewächse (Asphodeloideae). Das Artepitheton ifanadianae verweist auf das Vorkommen der Art bei Ifanadiana auf Madagaskar.

## Beschreibung

### Vegetative Merkmale
Aloe ifanadianae wächst stammbildend, verzweigt und bildet große ausgestreckte Gruppen. Die Stämme erreichen eine Länge von bis zu 200 Zentimeter und sind 2 bis 2,5 Zentimeter dick. Die linealisch-lanzettlichen, fast aufrechten Laubblätter bilden lockere Rosetten. Unter ihnen sind die Stämme auf etwa 50 Zentimetern mit trocknen Blättern bedeckt. Die grüne Blattspreite ist 40 bis 65 Zentimeter lang und 4 Zentimeter breit. Die weißlichen Zähne am knorpeligen Blattrand sind 1 Millimeter lang und stehen 3 bis 10 Millimeter voneinander entfernt.

### Blütenstände und Blüten
Der Blütenstand ist einfach oder bildet einen Zweig aus. Er erreicht eine Länge von 100 Zentimeter. Die fast dichten bis lockeren, zylindrischen Trauben sind 25 bis 35 Zentimeter lang. Die rötlichen, fleischigen Brakteen weisen eine Länge von 10 Millimeter auf und sind 7 Millimeter breit. Die zylindrischen, gelben Blüten stehen an 25 bis 30 Millimeter langen Blütenstielen. Die Blüten sind 27 bis 32 Millimeter lang. Auf Höhe des Fruchtknotens weisen die Blüten einen Durchmesser von 4 Millimeter auf. Darüber sind sie leicht verengt und schließlich zur Mündung erweitert. Ihre äußeren Perigonblätter sind nicht miteinander verwachsen. Die Staubblätter und der Griffel ragen 5 bis 7 Millimeter aus der Blüte heraus.

## Systematik und Verbreitung
Aloe ifanadianae ist auf Madagaskar bei Ifanadiana auf fast vertikalen quarzitischen Felsklippen verbreitet. Die Art ist nur vom Typusfundort bekannt.
Die Erstbeschreibung durch Jean-Bernard Castillon wurde 2008 veröffentlicht.

## Nachweise